# Канторово множество
Ка́нторово мно́жество (канторов дисконтинуум, канторова пыль) — один из простейших фракталов, подмножество единичного отрезка вещественной прямой, которое является классическим примером дисконтинуума в математическом анализе. 
Описано в 1883 году Георгом Кантором.
Этим он ответил на следующий вопрос Магнуса Миттаг-Леффлера, заданный в письме от 21 июня 1882 года:
Пусть {\displaystyle P'} обозначает множество предельных точек множества {\displaystyle P}. Существует ли нигде неплотное множество {\displaystyle P}, такое что пересечение 
{\displaystyle P\cap P'\cap P''\cap \dots }
не пусто?

## Определения

### Классическое построение
Из единичного отрезка {\displaystyle C_{0}=[0,1]} удалим среднюю треть, то есть интервал {\displaystyle \left({\frac {1}{3}};{\frac {2}{3}}\right)}.
Оставшееся точечное множество обозначим через {\displaystyle C_{1}}.
Множество {\displaystyle C_{1}=\left[0;{\frac {1}{3}}\right]\cup \left[{\frac {2}{3}};1\right]} состоит из двух отрезков; удалим теперь из каждого отрезка его среднюю треть и оставшееся множество обозначим через {\displaystyle C_{2}}.
Повторив эту процедуру опять, удаляя средние трети у всех четырёх отрезков, получаем {\displaystyle C_{3}}.
Дальше таким же образом получаем последовательность замкнутых множеств {\displaystyle C_{0}\supset C_{1}\supset C_{2}\supset \dots }.
Пересечение
{\displaystyle C=\bigcap _{i=0}^{\infty }C_{i}}
и называется канторовым множеством.
| Cantor set, in seven iterations                                                 |
| Множества {\displaystyle C_{0},\ C_{1},\ C_{2},\ C_{3},\ C_{4},\ C_{5},\ C_{6}} |

### С помощью троичной записи
Канторово множество может быть также определено как множество чисел от нуля до единицы, которые можно представить в троичной записи с помощью только нулей и двоек (числа с единицей в {\displaystyle n}-м разряде вырезаются на {\displaystyle n}-м шаге построения).
Число принадлежит канторовому множеству, если у него есть хотя бы одно такое представление.
Например, {\displaystyle 0{,}1_{3}\in C}, так как {\displaystyle 0{,}1_{3}=0{,}0(2)_{3}}.
В такой записи легко увидеть континуальность канторова множества. 

### Как аттрактор
Канторово множество может быть определено как аттрактор.
Рассмотрим все последовательности точек {\displaystyle \{x_{n}\}} такие, что для любого {\displaystyle n}
{\displaystyle x_{n+1}={\frac {x_{n}}{3}}} или {\displaystyle x_{n+1}-1={\frac {x_{n}-1}{3}}}.
Тогда множество пределов всех таких последовательностей является канторовым множеством.

### Как счётная степень простого двоеточия
В литературе по общей топологии канторово множество определяется как счётная степень двухточечного дискретного пространства — {\displaystyle \{0;1\}^{\aleph _{0}}}; такое пространство гомеоморфно классически построенному канторову множеству (с обычной евклидовой топологией).

## Свойства
- Канторово множество замкнуто.
- Канторово множество является нигде не плотным совершенным множеством.
- Канторово множество континуально.
- Канторово множество имеет топологическую размерность 0.
- Канторово множество имеет промежуточную (то есть не целую) хаусдорфову размерность равную {\displaystyle {\frac {\ln 2}{\ln 3}}\approx 0{,}63}. В частности, оно имеет нулевую меру Лебега.
- Каждый нульмерный метризуемый компакт без изолированных точек гомеоморфен канторову множеству.
- Всякий метризуемый компакт — образ канторова множества при некотором непрерывном отображении.
- Канторово множество универсально для всех нульмерных пространств со счётной базой.

## Вариации и обобщения
Канторов куб (обобщённый канторов дисконтинуум) веса {\displaystyle {\mathfrak {m}}\geqslant \aleph _{0}} — {\displaystyle {\mathfrak {m}}}-я степень двухточечного дискретного пространства {\displaystyle \{0;1\}^{\mathfrak {m}}}.
Канторов куб универсален для всех нульмерных пространств веса не больше {\displaystyle {\mathfrak {m}}}.
Каждый хаусдорфов компакт веса не больше {\displaystyle {\mathfrak {m}}} есть непрерывный образ подпространства канторова куба {\displaystyle \{0;1\}^{\mathfrak {m}}}.
Диадический компакт — компакт, представимый как непрерывный образ канторова куба. Диадическое пространство — топологическое пространство, для которого существует компактификация, являющаяся диадическим компактом.